# Небесные Гусары
«Небесные Гусары» — авиационная группа подготовки лётного состава и высшего пилотажа ВВС России. Была сформирована на базе 3-й авиационной эскадрильи 234-го гвардейского истребительного авиационного полка (ЦПАТ ВВС России им. И. Н. Кожедуба) в 1989 году. В 1991 году получила название и фирменную окраску, выступала на штурмовиках Су-25. «Небесные Гусары» стали одними из первых в мире пилотажных групп, занимающихся воздушной акробатикой на боевых серийных машинах класса «штурмовик».

## История
Группа высшего пилотажа «Небесные Гусары» ведёт свою родословную от 234-го гвардейского истребительного авиационного полка из Кубинки. Несмотря на то, что этот полк был полноценным звеном в боевой структуре ВВС, групповой пилотаж для лётчиков всегда был в числе приоритетных задач. Полк в полном составе принимал участие в парадах над Тушино. Летчики из Кубинки, помимо высшего пилотажа, отрабатывали задачи поражения воздушных и наземных целей. Посмотреть высокое искусство пилотажа приезжали в Кубинку самые разные делегации, в том числе от военных представителей стран НАТО. Для снижения возросшей нагрузки на полк, который параллельно должен был обеспечивать тренировку лётного состава центрального аппарата ВВС, 4 марта 1969 года в штат 234-го гвардейского истребительного авиационного полка введена дополнительная 4-я эскадрилья, которой 7 июня 1974 года присвоен статус показной. Этот год считается неофициальным зарождением пилотажной группы «Небесные Гусары». Фактически 4-я эскадрилья стала первой в СССР официально признанной пилотажной группой на реактивных истребителях. Летчики 4-й эскадрильи летали на самолётах МиГ-21 и МиГ-23. За полтора десятка лет они провели свыше 800 показов. Волна реорганизаций в Вооружённых Силах на рубеже 80-х — 90-х годов привела к тому, что полк перевели на трёхэскадрильный состав. Одна эскадрилья подверглась сокращению, а 4-я — пилотажная — получила № 3. Личный состав эскадрильи выполнял за смену полёты на трёх различных машинах — Су-17, Су-24 и Су-25.
Лётчики эскадрильи ежемесячно участвовали в двух — трёх показах, но сложности технического обслуживания сразу трёх типов самолётов привели командование полка к мысли, что надо оставить в составе эскадрильи наиболее перспективную с точки зрения экспорта машину. Выбор был сделан в пользу штурмовика Су-25, прекрасно проявившего себя в Афганистане как по своим боевым качествам так и по живучести.
В 1996 году Су-17 и Су-24 были переданы в состав других частей, а в Кубинке из ударных самолётов остались только штурмовики Су-25. Вскоре, к 1991 году из первой и второй авиационной эскадрилий были образованы пилотажные группы «Стрижи» (на МиГ-29) и «Русские Витязи» (на Су-27), а затем и «Небесные Гусары» (на Су-25).

## Первый лётный состав группы
Первый состав:
- Александр Горнов
- Владимир Галуненко
- Александр Бокач
- Валерий Кравцов

Второй состав:
- Александр Смирнов
- Александр Горнов
- Игорь Табунов
- Геннадий Авраменко
- Владимир Галуненко
- Анатолий Арестов

Парадный расчёт 1995 года:
- Валерий Кравцов
- Александр Смирнов
- Александр Горнов
- Сергей Должников
- Геннадий Авраменко
- Тахир Хасанов
- Юрий Заволокин

## Особенности пилотажа на штурмовике

Су-25 в ливрее пилотажной группы

К освоению Су-25 пилоты 3-й авиационной эскадрильи приступили в апреле 1989 года. Оценивая лётные характеристики штурмовика, первый командир эскадрильи подполковник Александр Горнов отмечал, что при определённой выучке летчика на этой машине можно с успехом выполнять комплекс фигур высшего пилотажа, хотя по своему определению штурмовик изначально не предназначен для ведения маневренного воздушного боя.
Самолёт, не имеющий бустеров в управлении по каналам курса и тангажа, характеризовало тяжеловатое управление, а бесфорсажные двигатели Р-95Ш не отличались высокой приёмистостью и «тяговитостью». Но вместе с тем в опытных руках штурмовик если и не был способен на чудеса, то, по крайней мере, претендовал на элегантность. Освобожденный от боевой нагрузки самолёт выполнял петлю Нестерова и восходящие бочки. Освоив одиночное выполнение фигур высшего пилотажа, летчики приступили к подготовке эскадрильи для высшего пилотажа в составе «ромба». Су-25 никто и никогда не рассматривал в качестве платформы для развития высшего пилотажа. В его конструкции всё противоречило этой задаче, поскольку изначально решать предстояло задачи совершенно иные, далёкие от воздушной акробатики. Многие плюсы Су-25 как боевого авиационного комплекса обернулись минусами для его пилотажных возможностей.
Каноны показательного пилотажа требуют для большей зрелищности взлетать группой, поэтому штурмовики выстраивались так, что консоли заходили друг за друга. Взлёт в таком строю очень непрост, тем более что на Су-25 после отрыва передней стойки шасси быстро отрывался от земли. Летчикам требовалось внимательно следить за соседями, чтобы не срезать ни себе, ни им крылья.
Летчиков постоянно нервировали невентилируемые тормоза колес — из-за боязни их пережечь приходилось выпускать на пробеге тормозной парашют. Для строевых пилотов это, в принципе, не важно, но в показательных полётах выпуск купола не всегда уместен. Имея малую колею и базу шасси, самолёт оказался весьма чувствительным к боковому ветру.
С точки зрения трудозатрат лётчика на выполнение фигур высшего пилотажа, Су-25 уступает истребителям МиГ-29 и Су-27. На нём нет устройств, предупреждающих о выходе на критические режимы, и летчику необходимо самому очень внимательно следить за соблюдением разрешённых параметров полета. Допуск на ошибку был очень маленьким, что многократно усложнило полёты в плотных боевых порядках, поскольку малый запас по углу атаки и невысокая приёмистость двигателей проявлялись одновременно с практически моментальным падением скорости при сбрасывании газа.
На малых скоростях при сбрасывании оборотов двигателя у самолёта не хватало эффективности руля высоты для поддержания эксплуатационных углов атаки. Некоторые фигуры, как выяснилось, выполнять на Су-25 сложно и не только технически, но и чисто психологически. На петле скорость в верхней точке составляет около 300 км/ч, и машина в этом случае просто валится на спину. От летчика требуется немалое мастерство, чтобы не сорваться в перевёрнутый штопор. Очень сложно выполняются бочка и горка с переворотом в составе группы, хотя с земли пилотаж «Небесных Гусар» всегда выглядел лёгким и красивым. Пилотаж на Су-25 требовал очень большого мастерства от пилота.

## Создание пилотажной группы

Варианты эмблемы и названия, предлагаемые для новой группы

В 1991 году пилотажные группы, сложившиеся на базе первой и второй эскадрилий, уже имели собственные имена и символику. Было несколько предложенных вариантов названия группы. Первым вариантом стало слово «Анты». Командование эскадрильи предложило именовать группу «Летучие Гусары», но название не прижилось. Предлагалось название «Гризли», но оно тоже не прижилось из-за нерусского звучания и прямым намеком на североамериканское родство. По предложению командующего авиацией Московского Военного Округа генерал-лейтенанта Антошкина появилось название «Небесные Гусары», которое устроило всех. Окраска самолёта стала бело-сине-красной, а низ фюзеляжа украсили рисунком застежки гусарского ментика. Эмблема: круг, на белом фоне которого в виде ромба расположены четыре штурмовика, чуть ниже — скрещенные гусарские сабли, по краям круга надпись: Небесные гусары, Кубинка. В своей новой окраске «Гусары» впервые предстали перед зрителями 12 апреля 1992 года на авиашоу, проводившемся в Кубинке в рамках международной выставки «Авиадвигатели-92».

## Выступления
В сентябре 1992 года «Небесные Гусары» совершили турне по Хабаровскому краю. Там на аэродроме Озерная Падь базировался штурмовой авиаполк, в составе которого в годы Второй мировой войны воевала знаменитая эскадрилья «Нормандия-Неман».
«Ромбом» на Су-25 «Небесные Гусары» летали на Московском международном авиасалоне МАКС-93, 12 сентября 1993 года, 23 февраля 1994 года во время празднования Дня защитника Отечества в Кубинке, 4 и 23 марта того же года на показах зарубежным делегациям и 12 апреля 1994 года во время ставшего уже почти традиционным авиашоу в рамках выставки «Двигатели-94». Ввод в строй новых пилотов позволил составить пилотажные «пятёрку» и «шестёрку» на Су-25.
14 мая 1994 года на показе в Кубинке «Небесные Гусары» летали двумя группами на встречный пилотаж. Затем последовали показательные выступления в небе столицы Таджикистана Душанбе. Сезон 1994 года завершился 17 октября, когда в Кубинку прибыла зарубежная делегация.
В 1994 году эскадрилья готовилась выступить в Европе, но у Министерства Обороны не нашлось тогда средств для выделения группе керосина на перелёт.
19 апреля 1995 года в Кубинку слетелись парадные эскадрильи истребителей чуть ли не со всей России. Даже отряд летчиков корабельного авиаполка прибыл сюда для тренировок перед юбилейным Парадом Победы. 9 мая 1995 года «Небесные Гусары» «пятёркой» прошли в общей парадной колонне над Можайским шоссе и, обогнув стелу на Поклонной горе, легли на маршрут возврата. Затем они выступили на показе 3 июня в Кубинке. После этого наступила пора реорганизаций.

## Реорганизация
В 1995 году было принято решение Су-25 из полка убрать. В 1997 году группу «Небесные Гусары» расформировали, а самолёты передали в 368-й штурмовой авиаполк (Будённовск), в составе которого они принимали активное участие во Второй чеченской войне. Что характерно, при этом они не перекрашивались. В 2000 году в группу приходят новые лётчики, и 3-й эскадрилье возвращается название «Небесные Гусары». Группа начинает летать на учебных самолётах Л-39. В 2003 году группа получила истребители МиГ-29. В 2005 году группу «Небесные Гусары» распустили и на её базе сформировали эскадрилью подготовки лётного состава Центра Показа Авиационной Техники.
В 2013 году было принято решение возродить группу, которая будет летать на самолётах Як-130.